# Mesoprionus consimilis
Mesoprionus consimilis là một loài bọ cánh cứng trong họ Cerambycidae.